# 陈䢿
陈（1362年5月9日—1397年），字安仲，号叔恭（也有称字叔恭），福建闽县（今福州闽侯）人，明朝状元、官员，闽派诗人。

## 生平
陈䢿是明太祖洪武三十年（1397年）丁丑会试状元，被授予翰林院修撰一职。在此次会试上榜的五十一人中，没有一名北方考生，前三名分别来自福建闽县（陈䢿）、江西吉安（尹昌隆）和浙江会稽（刘谔）。落第的北方考生對此不滿，上疏称主考官刘三吾、白信蹈等人是南方人，因而偏袒其同乡。当时胡蓝党案余波未了，明太祖就怀疑刘三吾等是胡蓝党徒，罪之，并要求重新阅卷考试。重阅之后，明太祖举山东人韩克忠为状元，而这一次上榜的全是北方人。因为一次科举出现两个榜文，被称为“南北榜”或“春夏榜”。春榜状元陈䢿与探花刘士谔被安置边卫，后来遇赦召回授官，但最后还是被明太祖诛杀。传闻致陈䢿于死地的是他的一句话：“今岁文星见闽，为什么自己却被难狱中？”，因明朝禁止私习天文，明太祖借此处死陈䢿。